# Islas Bass (Estados Unidos)
Las islas Bass son tres islas pertenecientes a los Estados Unidos situadas en la mitad occidental del lago Erie, en Norteamérica. Se encuentran al norte de Sandusky, en Ohio (Estados Unidos) y al sur de la isla Pelee, en Ontario (Canadá). La isla South Bass ("Bass del Sur") es la mayor de las tres islas, con un tamaño cercano al de la isla North Bass ("Bass del Norte") y la isla Middle Bass ("Bass del Medio"). Pertenecen al condado de Ottawa, en el estado estadounidense de Ohio. Históricamente, la isla Middle Bass también recibió el nombre de Ile de Fleurs y la North Bass era conocida como isla St. George.
La isla Middle Bass se encuentra aproximadamente a unos 0,8 km al norte de la isla South Bass y a unos 1,6 km al sur de la isla North Bass entre sus puntos más cercanos. La frontera entre Ohio y Ontario (frontera entre los Estados Unidos y el Canadá) se encuentra aproximadamente a una distancia de 1,6 km al norte de la isla North Bass.
La localidad de Put-in-Bay, en la isla South Bass, es un destino turístico popular durante la estación veraniega. El monumento conmemorativo conocido como Perry's Victory and International Peace Memorial, que se levanta en recuerdo de la Batalla del Lago Erie, se encuentra en la isla South Bass, cerca de Put-in-Bay. En la isla se celebra anualmente la regata de la Inter-Lake Yachting Association, conocida como Bay Week.